# Попіл і діамант
«Попіл і алмаз» (пол. Popiół i diament) — останній фільм «воєнної трилогії» польського режисера Анджея Вайди. Знятий за мотивами повісті Єжи Анджеєвського. Одне з найзначніших досягнень польської кіношколи.

## Сюжет
Звільнена від німців Польща, 8 травня 1945 року. Колишні бійці Армії Крайової, які боролися проти німецької окупації, тепер «прокляті солдати». Мачек і його командир Анджей, знайомі ще з Варшавського повстання, отримують завдання вбити секретаря ПРП Щуку. Помилково вони розстрілюють робітників цементного заводу поблизу придорожньої каплиці. Вони повертаються в місто і приходять у ресторан готелю, щоб повідомити про хід операції майору.
У ресторані вони дізнаються, що Щука живий. Там же Мачек знайомиться з барменом Христиною. Мачек знімає кімнату в готелі по сусідству з кімнатою Щуки і запрошує туди Христину.
Щука намагається з'ясувати долю свого сина у сестри дружини Станевич.
У ресторані готелю проводиться святкування Дня Перемоги (капітуляції нацистської Німеччини) і призначення мера Свецького міністром охорони здоров'я. Святкування затьмарюється поведінкою секретаря мера Древновского (також інформатора Мачека і Анджея), якого напоїв давній знайомий мера редактор газети Пеньонжек.
Мачек і Христина зустрічаються в номері, кохаються, гуляють нічним містом. Вони заходять у напівзруйнований костел, де на надгробку читають вірші Ципріана Норвіда (цитату з них має заголовок фільму). У цьому ж костелі вони бачать тіла робітників цементного заводу. Мачек хоче змінити долю, про що розмовляє з Христиною.
Щука дізнається, що його сина схопили при знищенні групи Армії Крайової, якою командував капітан Вовк.
Анджей призначений на місце Вовка. Він говорить Мачеку, що той повинен виконати наказ. Щука йде на зустріч із сином. За ним слідує Мачек і вбиває його.
Настає ранок. У готелі триває святкування з виконанням полонезів Шопена A major, Op. 40 (при цьому оркестр сильно фальшивить) і Огінського «Прощання з Батьківщиною». Мачек залишає готель і Христину. Мачек не зупиняється на вимогу патруля. У нього стріляють і смертельно ранять. Мачек намагається втекти, але вмирає на звалищі під звуки полонезу Огінського.

## Назва фільму
Назву фільму як, власне, і роману Єжи Анджеєвського, взято з вірша польського поета Ципріана Норвіда:
Коли згориш, що станеться з тобою :

Чи підеш з димом в небо голубе 

Чи станеш ти золою мертвою на вітрі ?

Що свого ти залишиш в цьому світі ? 

Чим згадати нам тебе в юдолі ранній 

Навіщо ти в цей світ прийшов? 

Що попіл приховав від нас ? А раптом

Із попелу блисне нам алмаз,

Блисне із дна своєю чистою гранню...

(Переклад Д. Климчук)

## Знімальна група
- Режисер: Анджей Вайда
- Сценарій: Єжи Анджеєвський, Анджей Вайда
- Продюсер: Анджей Вайда
- Оператор: Ежі Вуйчік
- Художник: Роман Манн
- Композитори: Філіп Новак, Ян Кренц
- Монтаж: Халіна Наврок

## У ролях
- Збігнєв Цибульський — Мачек
- Адам Павліковський — Анджей
- Богуміл Кобеля — Древновський
- Ева Кшижевська — Христина
- Вацлав Застжежинський — Щука
- Адольф Хроницький — Подгурський, асистент Щуки
- Ян Цецерський — портьє
- Станіслав Мільський — Пеньонжек
- Збігнєв Сковронський — Сломка, власник ресторану
- Ігнацій Маховський — майор Флоріан (Вага)
- Галина Квятковська — дружина Станевича
- Артур Млодніцький — Котовіч
- Александр Севрук — Свецький
- Віктор Гротович — Францішек Павліцкій
- Фердинанд Матисік — Сташек Гавлік
- Барбара Краффтувна — Стефка, наречена Сташека
- Зофія Червінська — буфетниця Лілі
- Тадеуш Калиновський — Вейхерт
- Єжи Адамчик — майор Врона

## Музика у фільмі
- Фридерик Шопен, полонез ля мажор, Op. 40.
- Міхал Огінський, полонез «Прощання з Батьківщиною».
- «Червоні маки на Монте-Кассіно», пісня Альфреда Шютца на слова Фелікса Конарського.
- «Темна ніч», пісня Микити Богословського (виконується без слів).
- «Південно-Уральська», пісня В.Соловьйова-Седого на слова О.Фатьянова.

## Робота над фільмом

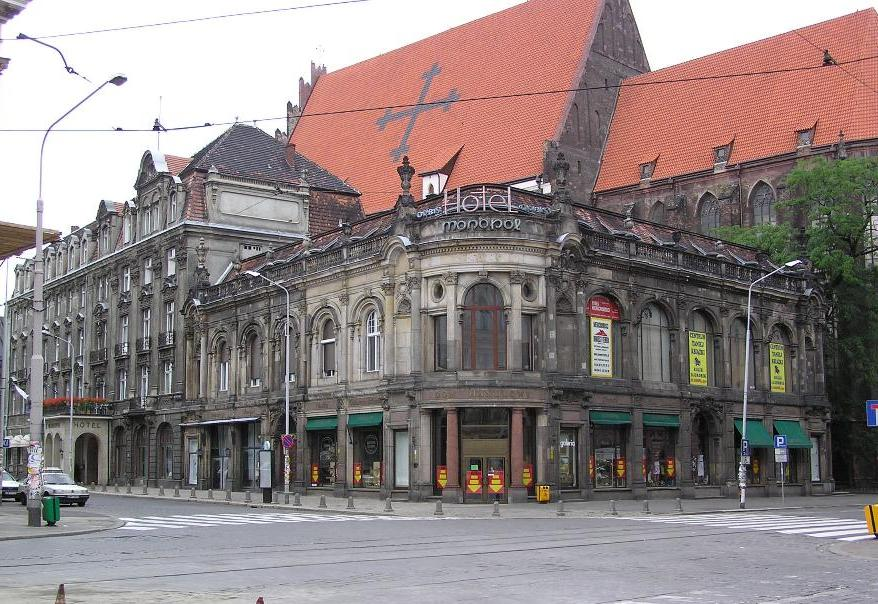
Вроцлавський готель «Монополь», в інтер'єрах якого зняті більшість епізодів фільму

Фільм знімали в Тшебниці та у Вроцлаві. Збігнєв Цибульський грав у своєму повсякденному одязі (джинси, брезентова сумка через плече) і темних окулярах, що не відповідало історичним реаліям 1945 року.
У «Попелу і алмазу» виникли серйозні цензурні труднощі. Відповідальних за ідеологію бентежило те, що антикомуніст у виконанні Цибульського, навіть убивши партійного функціонера, не втрачає романтичного ореолу. На кінофестиваль у Венеції фільм потрапив за ініціативою дрібного чиновника всупереч рішенню партійного керівництва. Хоча стрічку показали поза конкурсом, вона була помічена і отримала світове визнання. До показу в СРСР фільм був допущений тільки в 1965 році.

## Художні особливості
Фільм не позбавлений характерної для Вайди барокової експресії. У ньому - починаючи з найперших кадрів - активно використовується християнська символіка. Протистояння минулої Польщі й Польщі післявоєнної під звуки полонезу Огінського представлено як екзистенційна драма, а фінал картини надає їй велич історичної трагедії. На візуальні рішення вплинули «Асфальтові джунглі» та інші фільми нуар.
Саме в фільмі «Попіл і алмаз» зіграв найкращу свою роль Збігнєв Цибульський. При виконанні цієї ролі він орієнтувався на Джеймса Діна в «Бунтарі без причини».

## Нагороди
- 1958 – Золота качка для найкращого фільму
- 1959 — приз тижневика «Фільм» за найкращий польський фільм 1958 року
- 1959 — приз ФІПРЕССІ (Міжнародної федерації кінопреси) на Міжнародному Венеційському кінофестивалі

## Продовження
Тематичним продовженням «Попелу і алмазу» повинен був стати знятий Вайдою 35 років потому фільм «Кільце з орлом в короні». У цей фільм режисер ввів автоцитату з «Попелу і алмазу» - знамениту сцену, коли Мачек підпалює горілку в чарках в пам'ять про загиблих друзів. На фільмуванні «Попелу і алмазу» в чарках насправді був бензин, тому що він дає більш яскраве полум'я, ніж спирт.